# 从前的爱
《从前的爱》（英語："Used To Love"）是荷兰DJ马丁·盖瑞斯和澳大利亚歌手迪安·刘易斯演唱的单曲。歌曲通过盖瑞斯位于荷兰的唱片公司戳印唱片发行，并于2019年8月16日独家授权给索尼音乐旗下的史诗阿姆斯特丹，混音版于2019年12月20日发行，原声版则于2020年2月14日发行。

## 背景
2019年5月，盖瑞斯脚踝受伤，医生命令他在恢复巡回演出前需休息两周。在手术后，盖瑞斯的朋友兼联合制作人阿尔宾·内德勒到医院看望他。当时，盖瑞斯向他承认他和迪安·刘易斯远程完成了歌曲的创作。几天后，刘易斯来到荷兰阿姆斯特丹完成了歌曲的最后创作并开始录制。当他于6月17日抵达时，盖瑞斯和刘易斯在Instagram上发布了一张合照，并与粉丝们分享了此次会面。照片拍摄于阿姆斯特丹运河边的一条小船上，并附有盖瑞斯的评论“我为这种日子而活！”在录音棚中，刘易斯担任歌手和吉他手。由于他刚刚结束巡演，嗓子状况不佳，所以只能先录制吉他部分，而把人声录制留到了第二天。后来，他称《从前的爱》的合唱部分声纹极高，而这首单曲也是他创作过程中最具挑战性的一首。当他录制人声时，他被引导进行了多次尝试，以在不强迫发声的情况下获得正确的人声平衡和正确音符。在接下来的几个月中，两位艺人都在盖瑞斯位于阿姆斯特丹的工作室创作新音乐。9月7日至8日，盖瑞斯举行了Lollapalooza柏林五周年纪念活动。在活动上，他正式透露这首歌将于10月末发行。为了配合这一消息，他补充道：“这首曲目是在我脚踝受伤的恢复期间录制的。我和迪安都非常高兴能与全世界分享它！”10月25日，盖瑞斯通过社交媒体发布了歌曲封面，并公布了发行日期。在歌曲发行后，迪安·刘易斯谈到了此次合作，他说：
|                                                | 从我的演唱生涯开始，我就从未想过与人合作。作为一个词曲作家，当然也会唱歌，对我来说整个概念只是感觉很陌生。直到我遇到了马丁，我们在阿姆斯特丹闭门花费一个星期创作了一首歌曲。我以为最后歌曲可能会由其他人演唱。但随着创作的进行，歌曲听起来愈发地像我和马丁。这是一次真正的合作，我们现在已经成为了好朋友。 |
| ——迪安·刘易斯在谈及与马丁·盖瑞斯的合作时说道， | |

盖瑞斯认为和刘易斯一起完成歌曲太棒了，他认为刘易斯是“一个好朋友和一位令人兴奋的天才”。盖瑞斯还说，在歌曲的创作过程中，刘易斯用永恒的音乐风格谱写了深刻的歌词。

## 评价
《公告牌》的凯蒂·贝恩（Katie Bain）写道，盖瑞斯和刘易斯以歌词“我们总是将布魯斯·斯普林斯汀的歌大声播放”（we had Springsteen playing so loud）向美国歌手布鲁斯·斯普林斯汀致敬。她认为《从前的爱》“与许多斯普林斯汀伟大而又恢宏的流行歌曲风格相同”，既膨胀又引人注目，并指出“刘易斯飞扬的人声增加了音乐效果”，并且“所有这些元素都使EDM制作人又一次获得成功”。法雷尔·斯威尼（Farrell Sweeney）为《Dancing Astronaut》撰文时指出，歌曲“由刘易斯充满热情的人声主导，盖瑞斯则放弃了电子重音，而是将其换成了带有微妙声学效果背景”，从而产生了“一种富有能量的小提琴声线和人声元素”。《Idolator》的迈克·瓦斯（Mike Wass）认为这首歌是“情感上的爆发”和“两人模糊的波普爵士乐”，其中包括迪安·刘易斯“在钢琴键和弹吉他上”的声音。马修·梅多（Matthew Meadow）在为《Your EDM》撰文时说这首曲目是“正常的盖瑞斯式音乐，带有古雅的人声和非侵入性的旋律”。据他所说，歌手的声音“从来没有真正从作品中脱颖而出，而制作本身从来没有真正达到过任何高度”。他还发现了歌曲与马丁·盖瑞斯之前作品的相似之处，如《不需睡眠》和《陪伴你》，但他指出《从前的爱》展现了“他声音中更圆润的一面，而不是大多数人熟知的引爆主舞台的爆炸声”。在后来写的一篇文章中，他评论说，在万圣节这天发行这首单曲“对于这样一首令人振奋的歌曲来说，这是一个有点奇怪的选择”。《EDM.com》的菲尔·西利帕（Phil Scilippa）指出这首歌“保留了乐观的氛围，而歌词本身却相当怀旧和悲伤”。他称单曲为“未来贝斯的灵感之声”，这要归功于“刘易斯如皇冠上的明珠一样的钢琴部分和人声”，它们“振奋人心”并赋予了歌曲“明亮而充满夏日的感觉”。

## 音乐视频
在《从前的爱》发行当天，音乐视频通过马丁·盖瑞斯的YouTube频道发布。刘易斯在视频中演奏钢琴，而盖瑞斯则弹奏吉他。

## 曲目列表
| 数字下载 | 数字下载     | 数字下载 |
| 曲序     | 曲目         | 时长     |
| -------- | ------------ | -------- |
| 1.       | Used To Love | 3:56     |

| 数字下载 – 混音版 | 数字下载 – 混音版                          | 数字下载 – 混音版 |
| 曲序              | 曲目                                       | 时长              |
| ----------------- | ------------------------------------------ | ----------------- |
| 1.                | Used To Love（SWACQ Remix）                | 3:40              |
| 2.                | Used To Love（Osrin & Beau Collins Remix） | 3:34              |
| 3.                | Used To Love（Jimi Hyde Remix）            | 3:20              |

| 数字下载 - 原声版 | 数字下载 - 原声版 | 数字下载 - 原声版 |
| 曲序              | 曲目              | 时长              |
| ----------------- | ----------------- | ----------------- |
| 1.                | Used To Love      | 3:31              |

## 制作人员
认证来自于Tidal。
- 马丁·盖瑞斯 – 制作，作曲，歌词，吉他，工程管理，混音工程
- 阿尔宾·内德勒（Albin Nedler） – 联合制作，作曲，歌词，伴唱
- 迪安·刘易斯 – 主唱，作曲，歌词，吉他
- 克里斯托弗·福格马克（Kristoffer Fogelmark） – 作曲，歌词
- 埃尔科·巴克（Eelco Bakker） – 鼓
- 汤姆·迈尔斯（Tom Myers） – 鼓
- 亚历克斯·本尼森（Alex Bennison） – 吉他
- 罗伯·贝克休斯（Rob Bekhuis） – 人声工程
- 弗兰克·范埃森（Frank van Essen） – 弦乐，弦乐编配

## 榜单
| 榜单（2019-20年）                            | 最高排名 |
| -------------------------------------------- | -------- |
| 澳大利亚（澳大利亚唱片业协会單曲榜）         | 46       |
| 比利时佛兰德（Ultratop五十强单曲榜）         | 25       |
| 比利时瓦隆（Ultratop五十强单曲榜）           | 3        |
| 加拿大（Canadian Hot 100）                   | 92       |
| 克罗地亚（克羅地亞廣播電視台）               | 69       |
| 捷克（電台百強單曲榜）                       | 31       |
| 捷克（百強數位單曲榜）                       | 95       |
| 香港（KKBOX歐美單曲週榜）                    | 31       |
| 匈牙利（四十强电台榜）                       | 21       |
| 爱尔兰（愛爾蘭唱片音樂協會）                 | 60       |
| 立陶宛（AGATA）                              | 64       |
| 馬來西亞（KKBOX國際單曲週榜）                | 44       |
| 墨西哥（《公告牌》墨西哥电台榜）             | 30       |
| 荷兰（荷蘭四十強單曲榜）                     | 9        |
| 荷兰（百强单曲榜）                           | 31       |
| 新西兰（新西兰官方音乐榜）                   | 14       |
| 挪威（世界之路榜單）                         | 29       |
| 斯洛伐克（電台百強單曲榜）                   | 75       |
| 斯洛伐克（百強數位單曲榜）                   | 68       |
| 瑞典（瑞典最熱榜）                           | 40       |
| 瑞士（瑞士热门音乐榜）                       | 42       |
| 台灣（KKBOX西洋單曲週榜）                    | 3        |
| 英國（官方榜单公司舞曲榜）                   | 20       |
| 美國（《告示牌》Dance Club Songs）           | 3        |
| 美國（《告示牌》Hot Dance/Electronic Songs） | 10       |

| 榜单（2019年）           | 排名 |
| ------------------------ | ---- |
| 荷兰（荷兰四十强单曲榜） | 94   |
| 榜单（2020年）           | 排名 |
| 荷兰（荷兰四十强单曲榜） | 55   |

## 认证
| 地區                           | 认证 | 认证单位/销量 |
| ------------------------------ | ---- | ------------- |
| 澳大利亚（澳大利亚唱片业协会） | 金   | 35,000‡       |
| ^僅含認證的出貨量              |      |               |